# Исакко, Дженнифер
Дженнифер Исакко (итал. Jennifer Isacco, 27 февраля 1977, Комо, Ломбардия) — итальянская бобслеистка, разгоняющая, выступала за сборную Италии с 1999 года по 2006-й. Бронзовая призёрша зимних Олимпийских игр 2006 года в Турине, кавалер ордена «За заслуги перед Итальянской Республикой».

## Биография
Дженнифер Исакко родилась 27 февраля 1977 года в городе Комо, регион Ломбардия, там провела детство и окончила старшие классы школы. С юных лет увлеклась спортом и пошла заниматься лёгкой атлетикой, одержала несколько побед на юношеских и молодёжных национальных первенствах.
В 1999 году решила попробовать себя в бобслее и присоединилась к сборной команде Италии в качестве разгоняющей, стала выступать в этом виде спорта на профессиональном уровне. Бобслейная карьера Исакко большей частью связана с партнёршей-пилотом Гердой Вайссенштайнер, вместе они защищали честь страны на Олимпийских играх 2006 года в Турине и смогли подняться до третьего места, завоевав бронзовые медали. За это достижение президент наградил Исакко орденом «За заслуги перед Итальянской Республикой». Вскоре после этого из-за возросшей конкуренции приняла решение завершить карьеру профессиональной спортсменки, уступив место молодым итальянским разгоняющим. В настоящее время работает тренером в итальянской бобслейной сборной.